# Pace di Schärding

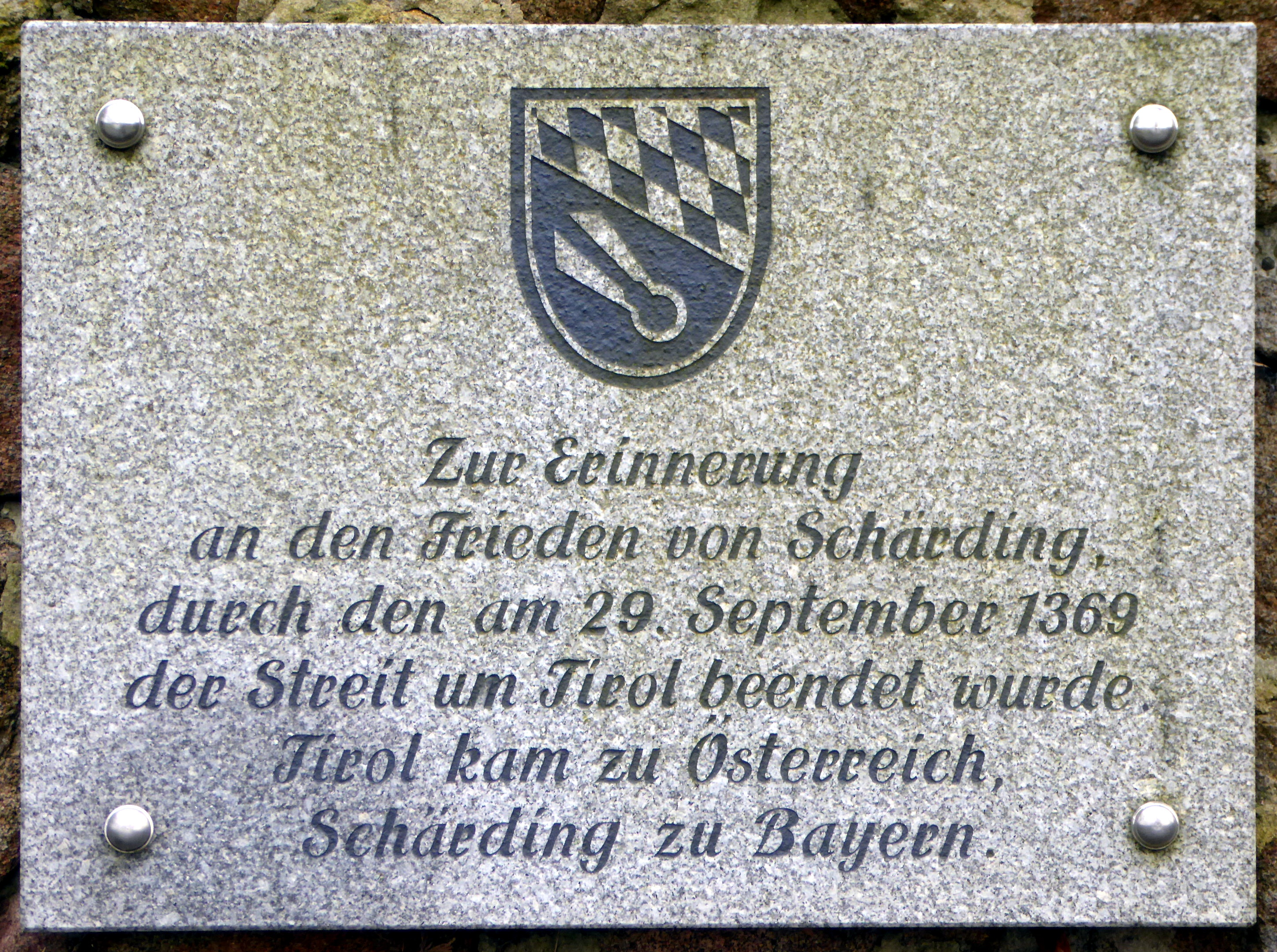
Targa commemorativa a Schärding

La pace di Schärding (29 settembre 1369) mise fine alla lotta successoria per la dominazione del Tirolo tra la Baviera, rappresentata dal casato di Wittelsbach e l'Austria degli Asburgo.
Quando nel 1363 morì improvvisamente Mainardo III, duca dell'Alta Baviera e conte del Tirolo, sia gli Asburgo sia i Wittelsbach avanzarono pretese sulla successione del titolo e sul dominio del Tirolo.
Da parte bavarese la successione di Mainardo era rivendicata dallo zio Stefano II di Baviera duca della Bassa Baviera e fratello del padre di Mainardo, Ludovico V di Baviera.
Dall'altra parte vi era Rodolfo IV d'Asburgo cognato di Mainardo, il quale aveva sposato sua sorella Margherita d'Asburgo, e figlio della contessa ereditaria del Tirolo Margherita di Tirolo-Gorizia, che aveva affidato il governo del Tirolo a Rodolfo nel 1363, quando questi era riuscito a convincerla a nominare, tramite un atto firmato a Bolzano il 26 febbraio del 1363, sé stesso e i suoi fratelli eredi del Tirolo.
Tra il 1363 e il 1364 Stefano II insieme al fratello Alberto I di Baviera intraprese una serie di campagne militare contro il Tirolo senza ottenere però lo sperato successo. Incontrarono forte resistenza soprattutto nelle città di Hall e Innsbruck. Il conflitto toccava una serie di equilibri tra le potenze europee e l'imperatore del Sacro Romano Impero Carlo IV, imparentato con gli Asburgo, confermò il titolo di conte del Tirolo a Rodolfo IV. Vi fu una breve tregua e iniziarono gli accordi per un indennizzo, nel 1368 i bavaresi però ricominciarono le ostilità spingendosi a sud fino quasi a Bressanone ma anche questa volta senza successo.
Il 29 settembre del 1369 nella città di Schärding che all'epoca apparteneva alla Baviera ma era promessa all'Austria, i duchi Stefano II di Baviera e Alberto III d'Asburgo, alla presenza di molti nobili di entrambi i paesi, stipularono un accordo che coinvolgeva anche altre parti, da parte Wittelsbach Alberto I e i figli di Stefano II (Stefano III, Federico e Giovanni II), da parte Asburgo anche Leopoldo III.
La parte bavarese rinunciava ad ogni rivendicazione sulla contea del Tirolo, entrambe le parti avrebbero smantellato le fortificazioni nel territorio dell'altro, la città di Schärding venne assegnata alla Baviera e gli Asburgo si impegnarono a convincere Margherita alla rinuncia alle città di Kufstein, Kitzbühel e Rattenberg, venne inoltre stabilito il pagamento alla Baviera di un indennizzo pari a 116.000 fiorini.
Margherita morì 4 giorni dopo la stipula dell'accordo.

## Conseguenze
La pace di Schärding stabilì l'appartenenza del Tirolo ai possedimenti degli Asburgo. Per i Wittelsbach il controllo del Tirolo avrebbe rappresentato una testa di ponte per l'allargamento dell'influenza verso sud e verso il Norditalia in cui, tramite legami di matrimonio e di parentele, la casata bavarese aveva interessi economici e di potere.
Nei secoli successivi vi furono da parte della Baviera diversi tentativi di riconquista del Tirolo.